# The Glamorous Life of Sachiko Hanai
Pour plus de détails, voir Fiche technique et Distribution.
The Glamorous Life of Sachiko Hanai (花井さちこの華麗な生涯, Hatsujo kateikyoshi: sensei no aijiru) est un film japonais réalisé par Mitsuru Meike sorti en 2003.

## Synopsis
Sachiko Hanai, une prostituée, a reçu une balle dans la tête à la suite d'un échange de coups de feu entre les yakuzas. La jeune fille est encore vivante, la balle lui a juste laissé une alvéole au milieu du front. Elle est ensuite poursuivie par des espions, car elle a ramassé par erreur un cylindre contenant un doigt de George W. Bush, qu'elle a confondu avec son tube de rouge à lèvres.

## Fiche technique
- Titre : The Glamorous Life of Sachiko Hanai
- Titre original : 花井さちこの華麗な生涯 (Hatsujo kateikyoshi: sensei no aijiru)
- Réalisation : Mitsuru Meike
- Scénario : Takao Nakano
- Musique : Taro Kataoka et Taro Kishioka
- Directeur de la photographie : Hiroshi Ito
- Montage : Naoki Kaneko
- Sociétés de production : Kokuei Company, Shintōhō Company, V Theater 135
- Pays :  Japon
- Langue : Japonais
- Genre : Espionnage, érotique
- Durée : 1h30 minutes
- Date de sortie : 14 octobre 2003

## Distribution
- Emi Kuroda : Sachiko Hanai
- Kyoko Hayami : Kayoko Saeki
- Kikujiro Honda : Drunken Cop
- Yukijirō Hotaru : Toshio Saeki
- Yuichi Ishikawa : Surfer
- Takeshi Ito : Kim